# Mary Ure
Eileen Mary Ure, född 18 februari 1933 i Glasgow, Skottland, död 3 april 1975 i London, var en brittisk skådespelare.

## Biografi
Mary Ure inledde sin teaterutbildning hos Central School of Speech Training and Dramatic Art i London. Efter vidare utbildning, både privat och på skolor samt med roller i teaterpjäser, erhöll hon Sibyl Thorndike-priset för lysande framsteg. Hon gjorde filmdebut 1955 i Storm over the Nile/De fyra fjädrarna 1955. Hon var redan då en känd skådespelare på brittisk scen och fick en huvudroll i London-uppsättningen av dramatikern John Osbornes pjäs Se dig om i vrede - en framgång hon upprepade i filmversionen.
Ure nominerades till en Golden Globe 1960 för sin roll som Clara Dawes i filmen Söner och älskare 1960. Hon nominerades även för en Oscar 1961 för samma film. Hon vann dock inte priset.
För svensk publik är hon kanske mest känd som den brittiska agenten Mary Elison i filmen Örnnästet (1969), där hon spelade mot Clint Eastwood och Richard Burton.
Efter en misslyckad teaterpremiär i London 1975 fann man henne död på grund av en överdos av alkohol och tabletter.
Hon var från 1957 gift med John Osborne; redan året därpå separerade de. Efter skilsmässa var hon från 1963 gift med Robert Shaw.

## Filmografi
- 1955 – De fyra fjädrarna
- 1957 – Uppdrag i Malaya
- 1959 – Se dig om i vrede
- 1960 – Söner och älskare
- 1963 – Farlig hjärntvätt
- 1964 – The Luck of Ginger Coffey
- 1964 – Slaget vid Little Big Horn
- 1969 – Örnnästet
- 1973 – A Reflection of Fear